# Lochmaben (circonscription du Parlement d'Écosse)
Lochmaben dans le Dumfriesshire était un Burgh royal qui a élu un Commissaire au Parlement d'Écosse et à la Convention des États.
Après les Actes d'Union de 1707, Lochmaben, Annan, Dumfries, Kirkcudbright et Sanquhar  ont formé le district de Dumfries, envoyant un membre à la Chambre des communes de Grande-Bretagne.

## Liste des commissaires de burgh
- 1661–63, 1665 convention, 1667 convention, 1669–74, 1678 convention, 1681–82: John Johnston de Elshieshields, provost [1]
- 1685–86, 1689 convention, 1689–1690: Thomas Kennedy de Hallethes (mort c.1694) [2]
- 1695–1702: William Menzies, marchand d'Edinburgh[2]
- 1702–07: John Carruthers de Denbie [3]